# 納夫塔蘭
納夫塔蘭是阿塞拜疆西部的一個城市。面積5.18平方公里，人口7,953人。當地的石油含50%的有藥用價值的萘，因此成為療養勝地。

## 友好城市
- 法國 莱格勒